# Sävö
Sävö är en ö i Bälinge socken i Nyköpings skärgård. Ön har en yta på 92 hektar.
Sävö har varit bebott åtminstone sedan 1200-talet och omtalas i Kung Valdemars segelled. Ön köptes 1376 av Bo Jonsson (Grip). På 1600-talet fanns försvarsanläggningar på Sävö, som åtminstone sedan 1600-talet även varit lotsboställe. 1922 öppnades en handelsbod med bland annat försäljning av olja, vilken blev en knutpunkt för skärgårdsborna i närheten. 1967 lades dock lotsstationen ned, 1974 bensin- och oljeförsäljningen och därefter minskade befolkningen snabbt, 1991 fanns sju fastboende och 1995 två. På Sävö finns det också en bondgård som har får, kor och kycklingar. Det finns hagar runt om hela Sävö där alla djuren ibland kan vara. Runt om Sävö kan man också se sälar som tittar upp ur vattnet eller älgar som simmar mellan de olika öarna. 2012 fanns nio fastboende på ön. Ett vandrarhem knutet till Svenska Turistföreningen och ett lotsmuseum finns på ön. Runt år 2000 öppnades även Sävo Krog, krogen låg på en brygga i sundet mellan Långö och Sävö.  Krogen stängdes därefter år 2013
Sedan 1987 ingår större delen av Sävö i Sävö naturreservat.